# Groupe B de la Coupe du monde de football 1998
Navigation
- A
- B
- C
- D
- E
- F
- G
- H

- 1/8e f.
- 1/4 f.
- 1/2 f.
- Finale

Le groupe B de la Coupe du monde 1998, qui se dispute en France du 10 juin au 12 juillet 1998, comprend quatre équipes dont les deux premières se qualifient pour les huitièmes de finale de la compétition.
Le premier de ce groupe affronte le deuxième du groupe A et le deuxième de ce groupe affronte le premier du groupe A.

## Classement
|   | Équipe   | Pts | J | G | N | P | Bp | Bc | Diff |
| 1 | Italie   | 7   | 3 | 2 | 1 | 0 | 7  | 3  | +4   |
| 2 | Chili    | 3   | 3 | 0 | 3 | 0 | 4  | 4  | 0    |
| 3 | Autriche | 2   | 3 | 0 | 2 | 1 | 3  | 4  | -1   |
| 4 | Cameroun | 2   | 3 | 0 | 2 | 1 | 2  | 5  | -3   |

| 3  | 11 juin 1998 | Italie   | 2 - 2 | Chili    |
| 4  | 11 juin 1998 | Cameroun | 1 - 1 | Autriche |
| 19 | 17 juin 1998 | Chili    | 1 - 1 | Autriche |
| 20 | 17 juin 1998 | Italie   | 3 - 0 | Cameroun |
| 33 | 23 juin 1998 | Italie   | 2 - 1 | Autriche |
| 34 | 23 juin 1998 | Chili    | 1 - 1 | Cameroun |

## 1rejournée

### Italie - Chili
| 11 juin 1998                        | Italie                           | 2 - 2   | Chili           | Stade de Bordeaux, Bordeaux                         |                                                     |
| 17 h 30 · Historique des rencontres | Vieri 11e · R. Baggio 84e (pen.) | (1 - 1) | 45+3e 48e Salas | Spectateurs : 31 800 Arbitrage : Lucien Bouchardeau | Spectateurs : 31 800 Arbitrage : Lucien Bouchardeau |
| 17 h 30 · Historique des rencontres | Rapport                          |         |                 | Spectateurs : 31 800 Arbitrage : Lucien Bouchardeau | Spectateurs : 31 800 Arbitrage : Lucien Bouchardeau |

### Cameroun - Autriche
| 11 juin 1998                       | Cameroun   | 1 - 1   | Autriche      | Stade municipal, Toulouse                          |                                                    |
| 21 h 0 · Historique des rencontres | Njanka 77e | (0 - 0) | 90+1e Polster | Spectateurs : 33 500 Arbitrage : Epifanio González | Spectateurs : 33 500 Arbitrage : Epifanio González |
| 21 h 0 · Historique des rencontres | Rapport    |         |               | Spectateurs : 33 500 Arbitrage : Epifanio González | Spectateurs : 33 500 Arbitrage : Epifanio González |

## 2ejournée

### Chili - Autriche
| 17 juin 1998                        | Chili     | 1 - 1   | Autriche     | Stade Geoffroy-Guichard, Saint-Étienne             |                                                    |
| 17 h 30 · Historique des rencontres | Salas 70e | (0 - 0) | 90+2e Vastić | Spectateurs : 30 600 Arbitrage : Gamal Al-Ghandour | Spectateurs : 30 600 Arbitrage : Gamal Al-Ghandour |
| 17 h 30 · Historique des rencontres | Rapport   |         |              | Spectateurs : 30 600 Arbitrage : Gamal Al-Ghandour | Spectateurs : 30 600 Arbitrage : Gamal Al-Ghandour |

### Italie - Cameroun
| 17 juin 1998                       | Italie                       | 3 - 0   | Cameroun | Stade de la Mosson, Montpellier                |                                                |
| 21 h 0 · Historique des rencontres | Di Biagio 7e · Vieri 75e 89e | (1 - 0) |          | Spectateurs : 29 800 Arbitrage : Edward Lennie | Spectateurs : 29 800 Arbitrage : Edward Lennie |
| 21 h 0 · Historique des rencontres | Rapport                      |         |          | Spectateurs : 29 800 Arbitrage : Edward Lennie | Spectateurs : 29 800 Arbitrage : Edward Lennie |

## 3ejournée

### Italie - Autriche
| 23 juin 1998                       | Italie                    | 2 - 1   | Autriche            | Stade de France, Saint-Denis                 |                                              |
| 16 h 0 · Historique des rencontres | Vieri 48e · R. Baggio 90e | (0 - 0) | 90+2e (pen.) Herzog | Spectateurs : 80 000 Arbitrage : Paul Durkin | Spectateurs : 80 000 Arbitrage : Paul Durkin |
| 16 h 0 · Historique des rencontres | Rapport                   |         |                     | Spectateurs : 80 000 Arbitrage : Paul Durkin | Spectateurs : 80 000 Arbitrage : Paul Durkin |

### Chili - Cameroun
| 23 juin 1998                       | Chili      | 1 - 1   | Cameroun  | Stade de la Beaujoire, Nantes                  |                                                |
| 16 h 0 · Historique des rencontres | Sierra 20e | (1 - 0) | 56e Mboma | Spectateurs : 35 500 Arbitrage : László Vágner | Spectateurs : 35 500 Arbitrage : László Vágner |
| 16 h 0 · Historique des rencontres | Rapport    |         |           | Spectateurs : 35 500 Arbitrage : László Vágner | Spectateurs : 35 500 Arbitrage : László Vágner |

## Buteurs
| Rang  | Joueur           | Buts |
| ----- | ---------------- | ---- |
| 1     | Christian Vieri  | 4    |
| 2     | Marcelo Salas    | 3    |
| 3     | Roberto Baggio   | 2    |
| 4     | Andreas Herzog   | 1    |
| 4     | Anton Polster    | 1    |
| 4     | Ivica Vastić     | 1    |
| 4     | Patrick Mboma    | 1    |
| 4     | Pierre Njanka    | 1    |
| 4     | José Luis Sierra | 1    |
| 4     | Luigi Di Biagio  | 1    |
| TOTAL | TOTAL            | 16   |